# Joseph-Julien Le Gonidec de Kerdaniel
Pour les autres membres de la famille, voir Famille Le Gonidec.
Joseph-Julien Le Gonidec de Kerdaniel, né à Lannion le 16 octobre 1763 et mort à Paris le 11 février 1844, est un magistrat et homme politique français. 

## Biographie
D'une vieille famille bretonne, il est le fils de Jérôme Le Gonidec de Kerdaniel, et de Jeanne Bossart du Clos, le cousin germain de Jean-François Le Gonidec et le cousin de Constantin-Guy Le Gonidec de Penlan et d'Olivier Le Gonidec de Traissan.
Il est élève au Lycée Louis-le-Grand et prête serment d'avocat au Parlement de Paris. En 1789, il passe à Saint-Domingue, devient avocat au Conseil supérieur de Port-au-Prince et est chargé des fonctions de procureur général. Les événements de 1793 l'oblige à partir pour les États-Unis d'Amérique. 
Ayant perdu tous ses biens, il se retrouve entièrement démuni et a la chance de rencontrer des compatriotes qui l'aident. Devenu professeur dans des collèges, il édite un journal américain et est nommé chancelier du Consulat de France à Boston, où il demeure jusqu'en 1797, année de son retour en France.
Rentré en France, il doit se cacher pendant quelques mois pour se soustraire aux perquisitions dont il est l'objet du fait que plusieurs de ses parents sont inscrits sur la liste des émigrés. Sous le ministère Lambrechts, il est nommé aux fonctions du ministère public près les tribunaux civils et criminels du département des Landes.
Joseph-Julien Legonidec est nommé membre du Tribunat à la création de ce corps, passe juge à la cour d'appel de Trèves, et est nommé grand-juge et commissaire de justice aux Îles de France et de Bourbon. En 1810, il est envoyé à Rome comme procureur général de la Cour d'appel, dont il exerça les fonctions jusqu'à l'occupation napolitaine en 1814, chargé de présider à l'organisation et à l'administration de la justice dans les États romains. Secondé par le général Miollis, il fait cesser les assassinats et le brigandage dont les États du Pape étaient depuis longtemps victimes. Cette action lui valut l'estime et une audience particulière du pape Pie VII.
En 1814, sous la première Restauration, le cardinal Consalvi transmit à Dambray une lettre de recommandation du pape Pie VII, lui permet d'être nommé conseiller à la Cour de cassation. Il est doyen de la chambre civile à l'époque de son décès, en 1844.

## Distinctions
- Chevalier de la Légion d'honneur (24 aout 1819)[1]

### Vie familiale
Marié à Jeanne Marie Moulin, il est le père de :
- Joseph Frédéric Eugène (1805-1885), conseiller à la cour impériale de Paris, marié à Charlotte Chavernac, petite-fille du baron François Mansuy Thiry ; il est le grand-père du marquis René de Ludre-Frolois
- Joséphine Amélie, mariée à Abdon Jacques Frambourg Garnier, inspecteur général des mines
- Marie Nathalyne Délia (1811-1860), mariée à Charles Auguste La Caille, conseiller à la Cour d'appel de Paris et président du Tribunal de Tonnerre, fils du capitaine de vaisseau Charles Nicolas La Caille et cousin germain de l'amiral Dumas-Vence